# Glyphonycteris
Glyphonycteris ist eine Gattung von Fledermäusen aus der Familie der Blattnasen (Phyllostomidae). Es gibt drei Arten, die in Zentral- und Südamerika vorkommen. Das Taxon wurde ursprünglich als Untergattung von Micronycteris eingeführt. Seit 1998 wird es als eigenständige Gattung gelistet.

## Arten und Verbreitung
Mammal Species of the World (2005) und Weltnaturschutzunion (IUCN) unterscheiden folgende Arten:
- Glyphonycteris behnii, in West-Brasilien, Bolivien und Peru.
- Glyphonycteris daviesi, im nördlichen Südamerika sowie auf Trinidad.
- Glyphonycteris sylvestris, kommt mit mehreren voneinander getrennten Populationen von Mexiko bis in die Region um Rio de Janeiro in Brasilien vor.

Die IUCN listet Glyphonycteris behnii mit „keine ausreichende Daten“ (Data Deficient) und die anderen beiden als „nicht gefährdet“ (Least Concern).

## Merkmale
Diese Fledermäuse ähneln den Vertretern der Gattung Micronycteris im allgemeinen Körperbau. Zu den distinktiven Merkmalen von Glyphonycteris zählt das Fehlen eines verbindenden Hautstreifens zwischen den Ohren. Am Kinn gibt es zwei Hautschwielen, die zusammen ein V bilden. Von den Mittelhandknochen ist der vierte der kürzeste und der fünfte der längste. Der Sporn (Calcar) an der Schwanzflughaut ist deutlich kleiner als die Hinterfüße. Die großen oberen Schneidezähne erreichen fast die Länge der Eckzähne.
Die Körpermaße wurden vorwiegend für Glyphonycteris daviesi ermittelt. Diese Art hat eine Gesamtlänge von etwa 80 mm, inklusive des etwa 10 mm langen Schwanzes. Die Ohren werden 17 bis 28 mm lang und das Gewicht liegt bei 20 g. Die anderen Arten sind kleiner. Glyphonycteris sylvestris ist z. B. immer leichter als 10 g. Die Artbestimmung erfolgt am einfachsten mit Hilfe der Unterarmlänge und der Fellfarbe am Rücken. Bei Glyphonycteris daviesi sind die Unterarme immer länger als 50 mm und der Rücken ist einfarbig bräunlich. Bei den wenigen bisher aufgefundenen Exemplaren von Glyphonycteris behnii waren die Unterarme 45 bis 47 mm lang und das Fell der Oberseite dreifarbig. Die Unterarme von Glyphonycteris sylvestris sind kürzer als 44 mm und der Rücken ist gleichfalls dreifarbig.

## Lebensweise
Als Habitat dienen Wälder. Glyphonycteris behnii ist auch in der Savannenlandschaft Cerrado sowie im Buschland zu finden. Für diese Art ist sonst nichts zur Lebensweise bekannt. Bei den anderen beiden Arten ruhen kleine Kolonien mit bis zu 75 Exemplaren in Baum- oder Felshöhlen. Sie jagen hauptsächlich große Insekten, die vor dem Verzehr zum Ruheplatz getragen werden. In geringem Maße gehören Früchte und kleinere Wirbeltiere, wie Frösche, zur Nahrung.